# I Won't Be Home for Christmas (canção)
"I Won't Be Home for Christmas" é um single da banda norte-americana Blink-182, lançado dia 16 de outubro de 2001 pela gravadora MCA. A canção foi gravada com o antigo baterista do grupo, Scott Raynor.

## Faixas[1][2]
1. "I Won't Be Home for Christmas" – 3:17
2. "All the Small Things" – 2:48
3. "Josie" – 3:19
4. "Please Take Me Home" – 3:05